# Кампањоне (Палермо)
Кампањоне је насеље у Италији у округу Палермо, региону Сицилија.
Према процени из 2011. у насељу је живело 149 становника. Насеље се налази на надморској висини од 29 м.